# Daith
Een daith is een piercing in het kraakbeen van het oor. De daith wordt in de verste rand van het kraakbeen geplaatst, dicht bij het hoofd. Deze piercing kan gestretcht worden, maar dit wordt zelden gedaan.
De piercing wordt in een piercingshop gezet met een holle naald. Vervolgens wordt er een curved barbell ingedaan of een ball closure ring, iets groter dan nodig. Op deze manier kan de piercing goed genezen.

## Gerucht over daith piercing tegen migraine
Er wordt gezegd dat de daith piercing een oplossing zou zijn tegen een migraine maar hiervoor is er geen wetenschappelijk bewijs voor. De verlichting van een migraine door middel van een daith piercing is hoogstwaarschijnlijk door het placebo-effect of door de zwelling die drukt op een accupuntuurpunt. De zwelling blijft maar maximaal een paar weken doorheen het genezingsproces en garandeert niet dat de migraine weg is tijdens deze periode.